# The Moon Is... the Sun's Dream
Pour plus de détails, voir Fiche technique et Distribution.
The Moon Is... the Sun's Dream (달은... 해가 꾸는 꿈, Daleun...haega kkuneun kkum) est un film de gangster sud-coréen réalisé par Park Chan-wook, sorti en 1992.

## Synopsis
Le film met en scène l'histoire de deux frères.

## Fiche technique
- Titre : The Moon Is... the Sun's Dream
- Titre original : 달은... 해가 꾸는 꿈 (Daleun...haega kkuneun kkum)
- Réalisation : Park Chan-wook
- Scénario : Park Chan-wook et Kim Yong-tae
- Musique : Sin Jae-hong
- Photographie : Park Seung-bae
- Montage : Kim Hui-su
- Production : Im Jin-guy et Go Sun-jong
- Société de production : M & R Film
- Pays :  Corée du Sud
- Langue : coréen
- Genre : Policier et thriller
- Durée : 103 minutes
- Date de sortie : Corée du Sud : 29 février 1992

## Distribution
- Lee Seung-Cheol
- Na Hyeon-Hee
- Song Seung-Hwan
- Bang Eun-Hee
- Kim Dong-Su
- Lee Gi-Yeol
- Han Yeong-Su
- Park Jun-Yeong
- Im Yun-Gyu
- Park Jong-Seol